# Gustáv Nedobrý
Gustáv Nedobrý (11. března 1893, Bešeňová, Slovensko – 10. března 1966, Nový Smokovec) byl slovenský turistický a sportovní činovník, horolezec a aktivní lyžařský závodník.

## Životopis
Turistice se upsal kolem roku 1912, kdy vystoupil na Kriváň. Od roku 1920 působil ve Spišské Nové Vsi, kde byl pedagogickým ředitelem železničního internátu. Založil zde odbor Klubu československých turistů a až do roku 1928 byl jeho předním funkcionářem. Spolu se svými přáteli začal navštěvovat rokle blízkého Slovenského ráje. Společně uskutečnili několik průkopnických akcí, které pomohly zpřístupnit turistické veřejnosti přírodní krásy Slovenského ráje. V roce 1921 s Mikulášem Mlynárčikem a Františkem Liptákem založil horolezecký spolek JAMES. V roce 1922 pomáhal při zakládání Klubu tatranských lyžařů. Od roku 1928 byl předsedou České komise Klubu československých turistů. V letech 1945–1949 byl předsedou Klubu Slovenských turistů a lyžařů, který měl sídlo v Liptovském Mikuláši a po druhé světové válce předsedou jednotné tělovýchovné organizace Sokol, která po znárodnění převzala do své správy bývalé klubové tatranské horské chaty. Přispíval do časopisu Krásy Slovenska a byl spoluautorem lyžařské příručky Moderní lyžařství (1946).
Od roku 1928 spravoval restaurace Klubu československých turistů ve Vysokých Tatrách a v 1936–1943 byl majitelem bazaru na Štrbském Plese. V roce 1936 postavil Chatu u Jamského plesa. Byl organizátorem horolezeckých a lyžařských kurzů, školení horských vůdců a horské záchranné služby. Během Slovenského národního povstání spolupracoval s kapitánem Jánem Rašem, kpt. Štefanem Morávkou, Josefem Sokolem a jinými příslušníky partyzánském oddílu Vysoké Tatry. Pomáhal polským občanům, kteří utíkali do Maďarska před německými vojsky při přechodu přes tatranské doliny a sedla. Od roku 1945, po odchodu Alojze Lutonského, vedl Tatranskou komisi Klubu Slovenských turistů a lyžařů (KSTL) a dobrovolnou horskou záchrannou a vůdčí službu.
Byl správcem Československých státních lázní na Štrbském Plese. Po válce vytvářel místní organizaci komunistické strany a byl jejím prvním předsedou. Před odchodem do důchodu byl řidičem sanitky na poliklinice ve Starém Smokovci. Až do smrti přednášel v rekreačních zařízeních ve Vysokých Tatrách o turistice a vysokohorské turistice, horolezectví a přírodě. Horolezecký klub JAMES ho ocenil zlatým odznakem.